# Lijst van Belgische adelsverheffingen 2016
Dit is een lijst van personen die in 2016 in de Belgische adel werden opgenomen en een adellijke titel verkregen.
Ter gelegenheid van de Nationale feestdag van België op 21 juli 2016 werden Belgische adelsverheffingen op 19 juli 2016 bekendgemaakt.
De lijst werd bekendgemaakt door vice-eersteminister en minister van buitenlandse zaken Didier Reynders, op wiens voordracht de benoemingen bij Koninklijk Besluit (KB) van 10 juli 2016 zijn gebeurd.
De adelsverheffing bij KB is slechts virtueel. Om effectief te worden moeten de begunstigden een adelbrief ter ondertekening aan de koning en de minister voorleggen. De datum van deze ondertekening is de datum waarop de adelsverheffing of de toekenning van een titel van kracht worden.

## Barones
- Sophie De Schaepdrijver (°1961), persoonlijke adel met de titel barones.
- Isabelle Salmon (°1959), persoonlijke adel met de titel barones. Ze is anatoom-patholoog, diensthoofd in het Erasmusziekenhuis en hoogleraar aan de ULB.

## Baron
- Eddy Bruyninckx (°1951), erfelijke adel met de persoonlijke titel baron. CEO van de haven van Antwerpen (1992- ).
- Jacques Delen (°1949), erfelijke adel met de persoonlijke titel baron. Bankier en financier,  voorzitter van Delen Private Bank.
- Dominique Lambert (°1960), erfelijke adel met de persoonlijke titel baron. Doctor in de wijsbegeerte en in fysica (UCL), hoogleraar aan de universiteit van Namen.
- Joseph Martial, persoonlijke adel en titel baron. Biotechnoloog, hoogleraar genetica (Université de Liège).
- Pierre Rion (°1959), persoonlijke adel en titel baron. Burgerlijk ingenieur, zakenman en business angel voor startende bedrijven.
- Hans van Houtte, erfelijke adel en persoonlijke titel baron, hoogleraar arbitragerecht en internationaal recht (KU Leuven).